# Seleção Espanhola de Basquetebol Masculino
A Seleção Espanhola de Basquetebol representa a Espanha em competições de basquetebol. Atualmente a equipe é a segunda colocada no ranking da FIBA. A Equipe ganhou destaque depois de ganhar o mundial disputado no Japão, quando o MVP daquela época foi Pau Gasol.

## Medalhas
- Jogos Olímpicos
  -  Prata (3): 1984, 2008 e 2012
  -  Bronze (1): 2016

- Campeonato Mundial
  -  Ouro (2): 2006 e 2019

- EuroBasket
  -  Ouro (3): 2009, 2011 e 2015
  -  Prata (6): 1935, 1973, 1983, 1999, 2003 e 2007
  -  Bronze (4): 1991, 2001, 2013 e 2017

- Jogos do Mediterrâneo
  -  Ouro (3): 1955, 1997 e 2001
  -  Prata (4): 1951, 1959, 1963 e 1987
  -  Bronze (1): 2005

## Jogadores em destaques
- - Marc Gasol - Toronto Raptors
- - Serge Ibaka - Toronto Raptors
- - Pau Gasol - Milwaukee Bucks
- - Ricky Rubio - Utah jazz